# Roodbuikbuulbuul
De roodbuikbuulbuul (wetenschappelijke naam: Pycnonotus cafer; junior synoniemen: Molpastes cafer, Molpastes haemorrhous en Pycnonotus pygaeus) is een  zangvogel uit de familie Pycnonotidae (buulbuuls), die van nature voorkomt in Zuid- en Zuidoost-Azië en op het Tibetaans Plateau. Het dier is een invasieve soort in Oceanië en rond de Perzische Golf.

## Kenmerken
De roodbuikbuulbuul is een ongeveer 20 cm lange vogel, inclusief de 6 cm lange staart. Het dier heeft een donkerbruine romp en een zwarte kop met een karakteristieke kuif. De kleur van de buik verloopt van bruingrijs tot lichtgrijs (tegen wit aan) bij de onderkant van de staart. Onder de staart bevindt zich een rode tot oranjerode vlek, waar het dier zijn naam aan te danken heeft. De staart is zwart met witte uiteinden.
Er is geen verschil tussen de kleuren en tekening bij mannetjes en vrouwtjes. De juvenielen (jongen) zijn wel lichter en matter van kleur. Individueel komen lichtere en donkerdere vogels voor.
Er zijn een aantal verschillende roepen die de dieren gebruiken ter begroeting, tijdens het vliegen en ten minste twee verschillende alarmroepen. De meest gehoorde roep is een helder, drietonig dien-aa pier. Ook kan de roodbuikbuulbuul een serie scherpe geluiden (pik pik pik pik) laten horen. De alarmroep bij gevaar wordt door veel andere soorten vogels herkend.

## Verspreiding
De roodbuikbuulbuul komt voor over het hele Indisch Subcontinent en ook ten noorden van de Himalaya in Tibet. In Zuidoost-Azië komt de soort voor in het zuiden van Myanmar en noorden van Thailand. Naar het oosten eindigt het natuurlijk verspreidingsgebied langs de zuidkust van China.
In de 19e eeuw werden buulbuuls in Brits-Indië veel als huisdier gehouden onder de lokale bevolking. De vogels zijn makkelijk te temmen en konden worden aangeleerd op een vinger te gaan zitten.
De soort is door mensen (vaak Indische arbeiders) geïntroduceerd op Hawaii, Fiji (rond 1903), in Dubai, op Samoa (1943) en in Nieuw-Zeeland. Ze heeft zich later zelf op de eilanden Tongatapu en Niuafoʻou in Tonga gevestigd. In Australië werd in 1917 geprobeerd de vogel in Melbourne uit te zetten, maar na 1942 zijn er in die omgeving geen waarnemingen meer gedaan. In al deze gebieden wordt de roodbuikbuulbuul als ongewenste nieuwkomer gezien, met name door fruittelers. In Auckland werd de soort met succes uitgeroeid nadat ze zich daar gevestigd had.

## Invasieve uitheemse soort
Sinds augustus 2022 staat deze soort op de lijst van invasieve exoten die zorgwekkend zijn voor de Europese Unie . Dit betekent dat de roodbuikbuulbuul niet langer in de Europese Unie mag worden ingevoerd, vervoerd, gecommercialiseerd, gekweekt, gebruikt, uitgewisseld of vrijgelaten in de natuur. Bovendien mogen deze soorten niet langer als huidier worden gehouden, uitgezonderd in het geval van gezelschapsdieren die werden verworven tot 1 jaar na de opname van de soort op de Unielijst. In dat laatste geval mogen de dieren bij een eigenaar blijven tot hun natuurlijke dood. 

## Taxonomie en verspreiding van de ondersoorten
Er zijn volgens de IOC World Bird List (versie 4.2. uit 2014) acht ondersoorten:
- P. c. cafer: De typelocatie (Puducherry in het zuiden van India) werd vastgelegd door de Duitse ornitholoog Erwin Stresemann in 1952.
- P. c. humayuni: zuidoostelijk Pakistan, noordwestelijk en het noordelijke deel van Centraal-India.
- P. c. intermedius: de westelijke Himalaya.
- P. c. bengalensis: de centrale en oostelijke Himalaya, noordoostelijk India en Bangladesh.
- P. c. stanfordi: noordelijk Myanmar en zuidwestelijk China.
- P. c. melanchimus: zuidelijk en midden Myanmar.
- P. c. saturatus: oostelijk India.
- P. c. haemorrhousus: Sri Lanka.

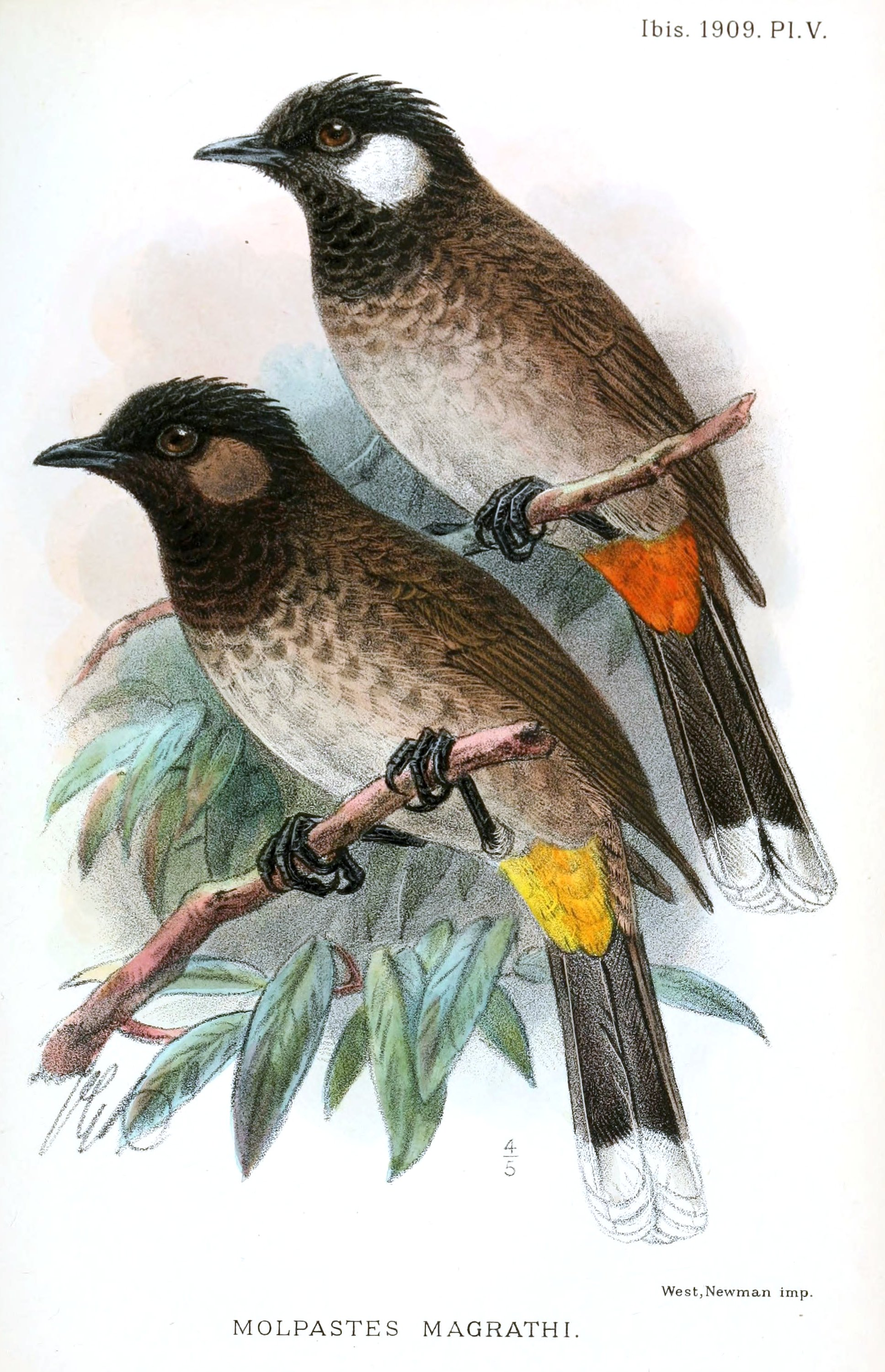
Tekening van de kruising (hybride) P. leucogenys x P. c. humayuni, vroeger onterecht als een ondersoort (P. c. magrathi) beschouwd.

De ondersoort P.c. humayuni komt voor in de woestijnen van Sindh, Rajasthan en Gujarat. De ondersoort P.c. haemorrhousus van Sri-Lanka heeft een donkere mantel met dunne, matter gekleurde randen, terwijl P.c. humayuni juist lichter van kleur is. De ondersoort P. c. intermedius heeft een zwarte kleur op de kop en bovenkant van de borst, die met een schubbenpatroon overgaat in de lichter gekleurde buik. De ondersoort P. c. bengalensis mist dit schubbenpatroon en heeft daar donkere strepen op de lichter gekleurde onderbuik.

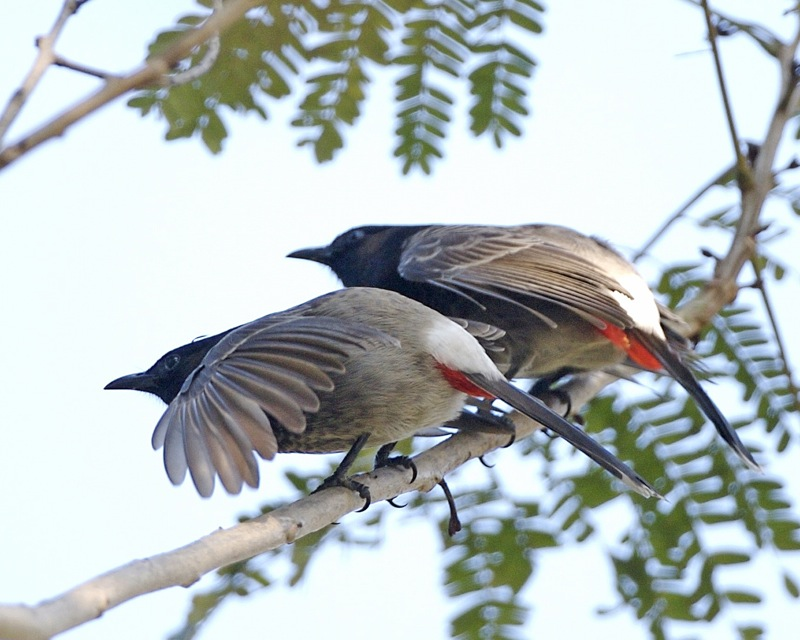
Baltsend paartje van de ondersoort P. c. bengalensis.

De ondersoort P.c. humayuni kruist soms met de witwangbuulbuul (Pycnonotus leucogenys). De kruisingen hebben een lichtgekleurde wangvlek en gelige of rozige vlek onder de staart. Ze werden vroeger gezien als aparte ondersoort, P.c. magrathi. In het oosten van Myanmar komen natuurlijke kruisingen voor met de roetkopbuulbuul (Pycnonotus aurigaster).

## Leefgebied
De roodbuikbuulbuul leeft in open tropisch bos, droog struikgewas of tuinen en plantages. In dicht bos worden ze nauwelijks gezien.

## Status
De roodbuikbuulbuul heeft een enorm groot verspreidingsgebied en daardoor alleen al is de kans op de status kwetsbaar (voor uitsterven) uiterst gering. De grootte van de populatie is niet gekwantificeerd, maar gaat plaatselijk in aantal achteruit. Daarentegen zijn er ook plaatsen waar de vogel algemeen of zelfs talrijk is zoals in India en Hongkong. Om deze redenen staat deze buulbuul als niet bedreigd op de Rode Lijst van de IUCN.

## Levenswijze en ecologie

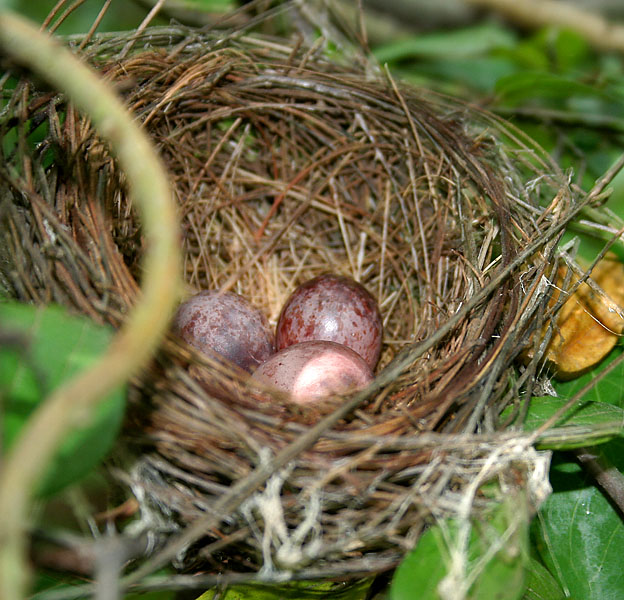
Nest van de roodbuikbuulbuul

De roodbuikbuulbuul voedt zich met fruit, nectar, bloembladeren en insecten. In een aantal gevallen is waargenomen hoe de vogel een gekko (Hemidactylus flaviviridis) ving en opat. Onder de plantensoorten waarvan het dier de bladeren of bloembladeren eet zijn diverse soorten Magnolia en luzerne (Medicago sativa). Op Hawaii proberen natuurbeschermers met chemicaliën het dier van de bloemen van diverse zeldzame soorten orchideeën af te houden. De roodbuikbuulbuul is intelligent genoeg deze chemicaliën te leren herkennen. Roodbuikbuulbuuls spelen een belangrijke rol bij de verspreiding van zaden van planten, zoals Carissa spinarum. Een andere reden waarom de vogel buiten het natuurlijk verspreidingsgebied als ongewenste nieuwkomer wordt beschouwd is dat hij de zaden van invasieve plantensoorten als de wisselbloem (Lantana camara) en Miconia calvescens verspreidt.

## Voortplanting
Het broedseizoen is van juli tot september. Het nest wordt meestal in lage bomen of struikgewas gebouwd, op een hoogte van 2 tot 3 meter. Soms worden de nesten in holle boomstammen, huizen of in een hol in de stootoever van een rivier gemaakt. Er zijn ook nesten aangetroffen op een drijvende mat waterhyacinten en zelfs in een in gebruik zijnde bus. Het nest is rond en opgebouwd uit twijgjes, maar ook ander materiaal kan gebruikt worden. De eieren zijn zachtroze van kleur, met donkerrode tot bruine vlekken die op de bredere kant van het ei een dichtere bedekking vormen. De jacobijnkoekoek is een broedparasiet van de roodbuikbuulbuul. De eigen eieren komen na ongeveer 14 dagen broeden uit. Beide oudervogels helpen de jongen te voeden. De ouders eten het excrement van de jongen.
Op Oahu (Hawaii) heeft de introductie van buulbuuls (zowel roodbuikbuulbuuls als de verwante roodoorbuulbuuls) geleid tot een verandering in het voorkomen van de rupsen van de monarchvlinder (Danaus plexippus). De vogels eten vooral de rode rupsen, waardoor deze in de loop van 20 jaar vrijwel zijn verdwenen ten opzichte van witte exemplaren.